# Goniothalamus rhynchantherus
Goniothalamus rhynchantherus Dunn – gatunek rośliny z rodziny flaszowcowatych (Annonaceae Juss.). Występuje naturalnie w Indiachw stanach Kerala oraz Tamilnadu. 

## Morfologia
PokrójZimozielone drzewo dorastające do 10–15 m wysokości.
LiścieMają kształt od podłużnego do owalnego. Mierzą 9–16 cm długości oraz 3,5–6 cm szerokości. Nasada liścia jest klinowa. Blaszka liściowa jest o spiczastym wierzchołku. Ogonek liściowy jest nagi i dorasta do 6–9 mm długości.
KwiatySą pojedyncze, rozwijają się w kątach pędów. Mają zielonożółtawą barwę. Działki kielicha mają owalny kształt, są owłosione od wewnętrznej strony i dorastają do 5–10 mm długości. Płatki mają podłużnie owalny kształt i osiągają do 5–25 mm długości. Kwiaty mają około 100 pręcików i 9–13 owocolistków.
OwocePojedyncze maja kształt od podłużnego do odwrotnie jajowatego, zebrane w owoc zbiorowy. Osiągają 10 mm długości.

## Biologia i ekologia
Rośnie w wiecznie zielonych lasach. Kwitnie od czerwca do października, natomiast owoce dojrzewają od października do stycznia.